# 拉伊夫卡 (庫皮揚斯克區)
49°41′32″N 37°14′11″E / 49.69222°N 37.23639°E
拉伊夫卡（烏克蘭語：Раївка）是位於烏克蘭東部的村莊，由哈爾科夫州庫皮揚斯克區的舍夫琴科韦市镇負責管轄。該村始建於1795年，面積1.64平方公里，海拔高度138米，2001年人口278，人口密度每平方公里169.5人。